# رينان ألفيس
رينان ألفيس هو لاعب كرة قدم برازيلي في مركز الدفاع، ولد في 17 ديسمبر 1992 في ريو دي جانيرو في البرازيل. لعب مع نادي جل فيسنتي.

## وصلات خارجية
- رينان ألفيس على موقع قاعدة بيانات كرة القدم.إي يو (الإنجليزية)
- رينان ألفيس على موقع Soccerway.com (الإنجليزية)